# Otto Kraus (Mineraloge)
Otto Kraus (* 25. Februar 1905 in Nürnberg; † 9. Januar 1984 in Bad Tölz) war ein deutscher Mineraloge und Naturschützer.

## Leben und Wirken
Nach dem Abitur studierte Kraus zwischen 1924 und 1929 zunächst Ingenieurwesen an der TH München und anschließend Chemie, Biologie und Geographie an der Ludwig-Maximilians-Universität München. Seine Doktorarbeit behandelte das Thema Die Kristallchemie des Minerals Apophyllit. 1929 und 1930 absolvierte er sein erstes und zweites Staatsexamen in den Fachbereichen Chemie, Biologie und Geographie. 1931 unterrichtete er an einer Privatschule in Seefeld in Tirol. Von 1932 bis 1937 war er Assistent am Mineralogischen Institut der Universität München. Von 1937 bis 1940 hatte er die kommissarische Leitung des Instituts für Mineralogie und Kristallographie an der Universität München inne. 1943 wurde Kraus zum Professor für Silikatchemie an der Deutschen Technischen Hochschule Prag ernannt, befand sich aber zu diesem Zeitpunkt im Wehrdienst. 1949 übernahm Kraus die Leitung der Landesstelle für Naturschutz in Bayern, die er bis 1967 bekleidete. 1952 drehte Kraus zusammen mit Eugen Schuhmacher die Dokumentation Natur in Gefahr, in der die bekannte Kernaussage „Wer die Natur zerstört, zerstört sich selbst“ aufgestellt wurde. 1957 bekräftigte er die bereits 1936 von Alwin Seifert aufgestellte Forderung, dass 10 Prozent des Landes unter Naturschutz gestellt werden müssen. Kraus veröffentlichte etwa 40 wissenschaftliche Artikel zum Thema Mineralogie und Kristallchemie und ungefähr 160 Artikel zu Problemen des Naturschutzes. Sein bekanntestes Buch ist Zerstörung der Natur. Unser Schicksal von morgen? aus dem Jahre 1966.

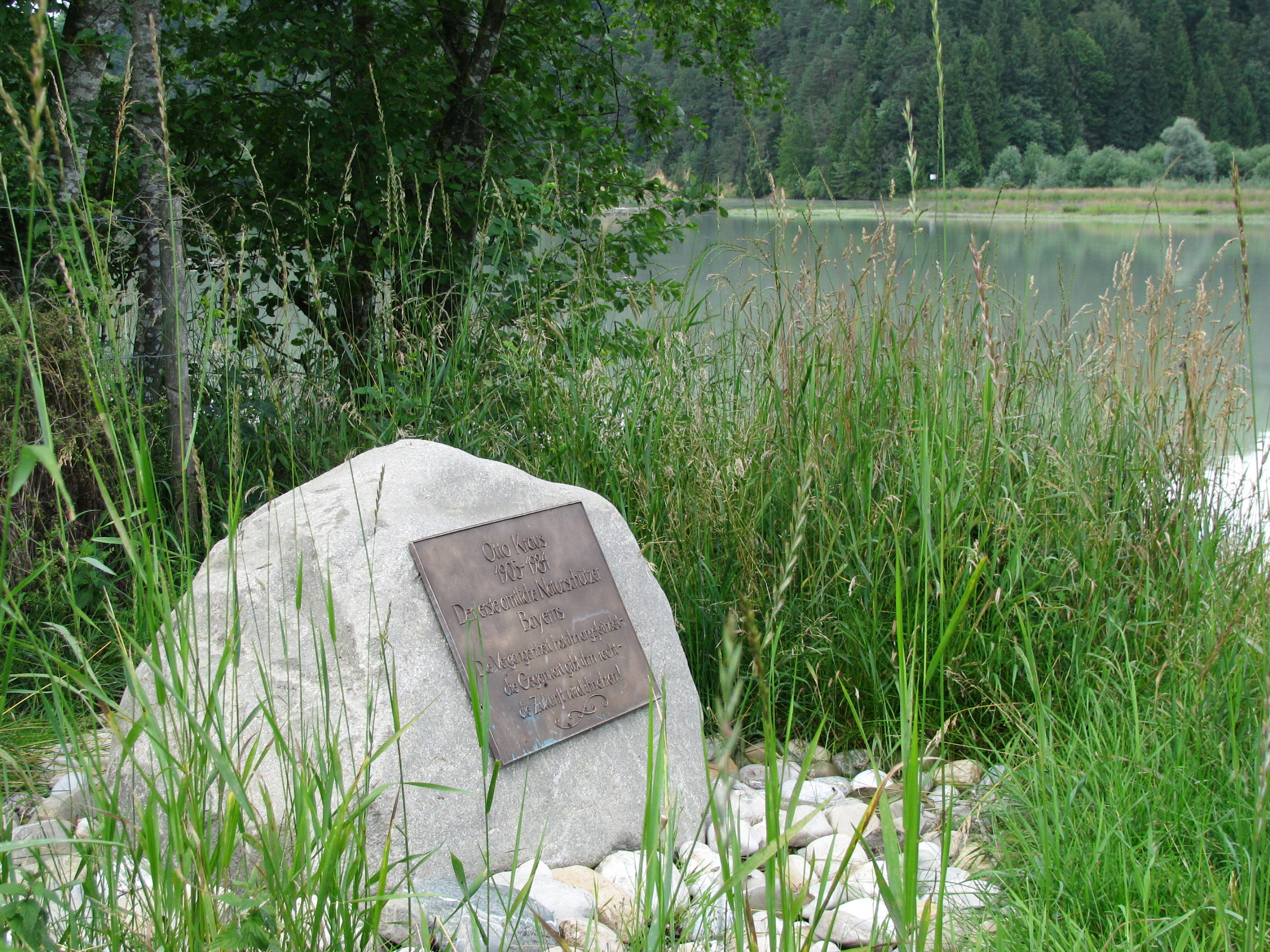
Gedenkstein am Lech

## Ehrungen
- 1963: Bayerischer Verdienstorden
- 1967: Ludwig-Thoma-Medaille der Stadt München
- 1973: Verdienstkreuz 1. Klasse der Bundesrepublik Deutschland[2]
- 2013: An der von Kraus vor der Zerstörung durch Bau eines Wasserkraftwerks bewahrten „Litzauer Schleife“ am Lech steht ein Otto-Kraus-Denkmal. Es trägt die Inschrift: „Die Vergangenheit hat ihn angefeindet – die Gegenwart gibt ihm recht – die Zukunft wird ihn ehren“ (Zitat von Emil Egli in der Neuen Zürcher Zeitung 1975).